# Крюков, Пётр Васильевич
Пётр Васильевич Крюков (21 августа 1915, Савина, Тобольская губерния — 23 января 1945, Фишбах, Верхняя Силезия) — гвардии старшина Рабоче-крестьянской Красной Армии, участник Советско-финляндской и Великой Отечественной войны, Герой Советского Союза (1945).

## Биография
Пётр Крюков родился 21 августа 1915 года (по другим данным в 1911 или 1912 году) в бедной крестьянской семье в селе Савина (Савинское) Брылинской волости Курганского уезда Тобольской губернии, ныне деревня Савина входит в Каргапольский муниципальный округ Курганской области. Русский. Отец погиб в Первую мировую войну.
Получил начальное образование (окончил 4 класса школы), после чего занимался хлебопашеством в своём хозяйстве вместе с матерью, после коллективизации работал в колхозе. Затем трудился в городе Сарапуле рабочим на лесопильном заводе, где отличился как стахановец-ударник.
В 1936 году был призван на действительную воинскую службу в Рабоче-крестьянскую Красную Армию. Участвовал в войне с Финляндией. После демобилизации работал в городе Рыбинске охранником на Рыбинской ГЭС.
2 мая 1942 года был вновь призван Рыбинским РВК Ярославской области на службу в армию. Воевал на Юго-Западном (май 1942 — август 1943), Степном (август—ноябрь 1943), 2-м Украинском (ноябрь 1943 — январь 1944), 3-м Украинском (январь — июль 1944) и 1-м Украинском фронтах. Был ранен 9 июля 1942, 4 мая 1943, 6 августа 1943, 18 сентября 1944.
В 1943 году вступил в ВКП(б).
К январю 1945 года командовал стрелковым взводом 175-го гвардейского стрелкового полка 58-й гвардейской стрелковой дивизии 5-й гвардейской армии 1-го Украинского фронта. К 19:00 22 января 1945 года полк вышел к реке Одер в районе Гросс-Дёберн (ныне Добжень Вельки) (нем. Groß Döbern). Отличился во время форсирования Одера.
В 10:00 23 января 1945 года передовой отряд в составе батальона гвардии капитана Руденко, взвода сапёр и взвода пешей разведки на лодках начали форсировать реку. Крюков одним из первых переправился через Одер и принял активное участие в боях за захват и удержание плацдарма на его западном берегу. Был ранен, перевязав рану продолжил вести бой.
Пётр Васильевич Крюков погиб на подступах к селу Фишбах (нем. Niewodniki) района Фалькенберг (нем. Landkreis Falkenberg O.S.) административного округа Оппельн провинции Верхняя Силезия Великогерманской империи, ныне село Неводники (пол. Niewodniki) гимны  Домброва Опольского повята Опольского воеводства Республики Польша. 25 января 1945 года был посмертно представлен к званию Героя Советского Союза
Похоронен на кладбище советских воинов в городе Ключборке Ключборкского повята Опольского воеводства Республики Польша, могила № 44. По другим данным похоронен в городе Кендзежин-Козле того же воеводства.
Указом Президиума Верховного Совета СССР от 27 июня 1945 года гвардии старшина Пётр Крюков посмертно был удостоен высокого звания Героя Советского Союза.

## Награды
- Герой Советского Союза, 27 июня 1945 года[3][4][5]
  - Орден Ленина
  - Медаль «Золотая Звезда»
- Орден Красной Звезды, 4 сентября 1944 года[6]
- Орден Славы II степени, 23 декабря 1944 года[7]
- Орден Славы III степени, 24 августа 1944 года[8]

## Память
- Улица Петра Крюкова в городе Рыбинске.
- Имя героя высечено на памятниках в городе Рыбинске Ярославской области и в селе Брылино Каргапольского района Курганской области.